# Sầm Hưng
Sầm Hưng là một nhân vật hư cấu trong tác phẩm văn học Phạm Công - Cúc Hoa của Việt Nam. Trong tác phẩm này, Sầm Hưng được xây dựng là một viên tướng của nước Ngụy và chỉ huy đội quân tấn công vào nước Trịnh. Tại đây ông đã gặp gỡ Phạm Công giữa trận tiền. Cảm phục về cuộc đời của Phạm Công và cảm thông trước hoàn cảnh gia đình hết sức bi đát của ông này và cũng mong muốn hai nước bãi binh, chấm dứt chiến tranh, Sầm Hưng đã tự cắt đầu mình trao cho Phạm Công đem về nước và nhờ vậy quân Ngụy lui binh, hai bên tránh được can qua.

## Câu chuyện
Câu chuyện về Sầm Hưng bắt đầu khi ông được lệnh của vua Ngụy đem quân tấn công vào nước Trịnh. Sầm Hưng đã dẫn quân tiến đến Ngọc Quan. Trịnh vương kinh sợ họp cả triều đình để có đối sách chống lại, như bá quan thì "Chúng thần ai dám địch cùng Sầm Hưng" cho nên họ đã tiến cử Phạm Công - người vừa mới đổ trạng nguyên và sai sứ giả tức tốc đến sắc phong cho Phạm Công dẫn quân đối chọi với quân của Sầm Hưng.
Lúc này Phạm Công vừa mất vợ lại còn con nhỏ nên không muốn ra đi. Phạm Công thoái thác lấy cớ vợ dại con thơ nên yêu cầu triều đình cử người khác. Sứ giả về tâu lại nhưng Trịnh vương vẫn cứ một mực yêu cầu Phạm Công phải ra trận vì đặt chữ trung lên đầu vả lại "Thế giặc như nước triều lên/Thế nào cũng phải trạng nguyên mới rồi". Bá quan cũng tán thưởng thêm. Và rồi Phạm Công bất đắc dĩ phải ra đi, ông ta đem xác của Cúc Hoa đến kinh thành, Trịnh vương vỗ về an ủi hứa sẽ chăm sóc cho con cái và mai táng cho vợ, Phạm Công cứ yên tâm ra đi.
Phạm Công đem quân ra trận tiền, gặp Sầm Hưng, Sầm Hưng đòi Phạm Công xưng họ tên và muốn chết hay sao mà dám đối đầu với ông ta. Phạm Công thuật lại chuyện ông ta phải bất đắc dĩ ra trận vì chữ trung, mặc dù gia cảnh tang thương vợ chết, con côi, ông buộc phải đem xác cả vợ ra theo đến trận tiền. "Vai mang thi thể vợ đây/Hai con bé dại thơ ngây biết gì/Vâng theo hoàng chiếu ra đi/Quốc gia lâm nạn quản chi gia đình/Can qua mỗ quyết liều mình/Mong sao trọn vẹn nghĩa tình hiếu trung".
Tận mắt chứng kiến, Sầm Hưng cảm động vì nghĩa khí của Phạm Công, "Nghĩa chàng tiết nghĩa có thừa không sai/Cả hai quăng giáo thở dài/Ai ganh chi kẻ ôm hài cõng con". Từ đó Sầm Hưng đã "thấu hiểu nguồn cơn" liền đưa ra một quyết định quan trọng là "Lại gần tính chuyện vuông tròn thủy chung: "Tôi xin giúp trạng nên công/Chém cho thủ cấp đưa ông giảng huề/Giống tôi đầu khác đem về/Lỗi thì tôi chịu danh thì phần ông". Ông ta tự chém một cái đầu giống mình rồi đưa cho Phạm Công, sau đó truyền lệnh cho quân Ngụy quay về.
Phạm Công cưỡi ngựa quay về triều, "Thấy trạng về tới nộp đầu Sầm Hưng/Vừa nhìn thấy mắt thấy răng/Lắm người khiếp hãi ngã lăn ra nhà/Trịnh vương hả dạ cười khà" và khen Phạm Công đã "Trận tiền chém được tức thì Sầm Hưng/Thở phào nhẹ nhõm lòng mừng/Ngụy vương mất tướng hết đường xấu chơi". Phạm Công cũng nghĩa khi tâu lại sự thật rằng: "Tài thần thô thiển nhờ trời giúp công/Vậy nên chưa kịp giao phong/Nó chém đầu khác lộn sòng sang cho". Mọi người đều khâm phục Sầm Hưng: "Bá quan nghe nói trầm trồ/Trịnh vương xúc động gật gù ngợi khen".
Về phần quân Ngụy, sau khi lui quân, Ngụy vương nghe tin rất kinh ngạc và hỏi rằng "Làm sao trận mạc trở về quá mau/Hay là thua bọn Trịnh châu/Để cho đến nỗi quân đầu tướng tan". Các tướng mới tâu rõ ràng rằng: "Chúng thần mạn phép thiên nhan nghị hòa/Quân kia đánh chác thật thà/Đại binh đóng chặt hằng hà hai bên" và họ còn "có một danh tướng trung hiền/Vốn là nguyên soái tại trào/Văn chương tuyệt bút lược thao gồm tài" và tâu rõ sự tình của Phạm Công và bày tỏ: "Thương người ăn ở có nhân/Nên hòa tướng ấy đem quân trở về". Ngụy vương cũng thôi ý định đánh nhau vì: "Trung trinh dạ ấy khó bề chuyển lay/Được như tướng ấy nơi đây/Có bao nhiêu vị các ngài kể ra".
Cuối cùng nước Ngụy và nước Trịnh thôi không giao tranh nữa, hòa bình được lặp lại. Có thể nói nhờ nghĩa khí và quyết định của Sâm Hưng đã góp phần làm cho hai nước nay thanh bình.